# Il cervello dei morti viventi
Il cervello dei morti viventi (Nothing But the Night) è un film del 1973 diretto da Peter Sasdy.
È un adattamento del romanzo horror di John Blackburn Solo la notte.
Fu prodotto dalla "Charlemagne", azienda appena fondata da Christopher Lee, che è anche il protagonista del film, e da Anthony Nelson Keys.

## Trama
Tre episodi di suicidio, con vittime benestanti e in tarda età, non vengono collegati tra loro dalla polizia fino a che una quarta morte, stavolta accidentale, non coinvolge la piccola Mary Valley.
La bambina stava viaggiando in autobus assieme ai suoi compagni, orfanelli residenti nell'opulenta struttura Van Traylen dell'isola di Bala, Scozia, quando l'autista ha perso il controllo del mezzo ed è morto nell'incidente.
Sembra che qualcuno stia tramando contro tutti i finanziatori della fondazione Van Traylen, tra cui i tre presunti suicidi, forse per sfruttarne i lasciti milionari.
L'equilibrio psicologico della piccola Mary impensierisce il Dr. Haynes più che la sua salute fisica: costui tramite sedute ipnotiche ha infatti fatto venire a galla circostanze violente del tutto estranee all'incidente occorso, e incompatibili con la giovane età della bimba.
Il Dr. Haynes scopre facilmente che in realtà la piccola non è orfana come gli altri ospiti della struttura: è stata sottratta 7 anni prima alla madre prostituta Anna Harb quando costei è stata incriminata di omicidio.
Nel frattempo i finanziatori Van Traylen sopravvissuti fanno incessantemente pressioni affinché l'ospedale dimetta la piccola Mary senza troppe formalità.
La giovane giornalista Joan Foster entra in contatto e fa incontrare tra loro il Dr. Haynes e Anna Harb: il medico è interessato a chiarire le circostanze dell'ipnosi, mentre la giornalista è alla ricerca di una storia scandalistica per i tabloid.
Il dottor Haynes perirà di lì a poco apparentemente per mano di Anna Harb, quando tenta di impedire il rapimento della riluttantissima bimba da parte della madre.
La Harb fuggitiva ingaggia una vera e propria caccia all'uomo sull'isola di Bala, alla ricerca della figlia nel frattempo dimessa dall'ospedale e rientrata nell'orfanotrofio.
Le forze di polizia, capitanate dal Col. Bingham e coadiuvate dal direttore sanitario Mark Ashley, seguono le sue tracce sempre più convinti che si tratti di un'assassina seriale.
Con l'aiuto della giornalista, Ashley riesce a circoscrivere gli eventi narrati sotto ipnosi alla vita della defunta Helen Van Traylen, uno dei tre suicidi.
Il personale rimasto nell'orfanotrofio nega ripetutamente l'accesso alla polizia nella struttura, perfino quando un orfanello scomparso viene ritrovato morto nei boschi.
Nessuno deve turbare la pace apparente dell'orfanotrofio, specialmente quella sera in cui un grande falò all'aperto chiuderà la festa di compleanno organizzata in onore di Mary Valley.
Quella notte però, approfittando del trambusto, sia Anna Harb che il Col. Bingham riescono ad entrare nella struttura, ma vengono entrambi catturati dai bambini stessi: gli attempati finanziatori per sfuggire alla morte avevano trasferito uno ad uno la loro coscienza nel cervello dei vari bambini, prima di eliminare il proprio vecchio corpo inscenando le morti.
Le sedute ipnotiche del Dr. Haynes avevano appunto fatto affiorare la coscienza di Helen Van Traylen che si nascondeva nella mente di Mary Valley.
Se Anna Harb soccomberà tra le fiamme della festa/sabba, l'arrivo in elicottero di Mark Ashley sarà provvidenziale per il Col. Bingham, legato dai bambini e salvato a pochi metri dalla morte.
Il vento sollevato dalle pale dell'elicottero fa attecchire il fuoco al vestito di Mary Valley/Helen Van Traylen, che maledicendo Bingham si getta in fiamme dalla scogliera prospiciente l'orfanotrofio.
Poco dopo i bambini/finanziatori, privati della loro guida spirituale, si suicidano allo stesso modo.